# ミノファーゲン製薬
株式会社ミノファーゲン製薬（ミノファーゲンせいやく）は、東京都新宿区にある医薬品総合メーカーである。創業者は名門武家諫早宇都宮氏の末裔であり戦後に自由民主党内で護憲最強硬派と言われた政治家の宇都宮徳馬。

## 会社概要
1938年に「合資会社ミノファーゲン製薬本舗・蓑内免疫薬理研究所」としてスタート。“ミノファーゲン”の名は社の主力製品を研究・開発した研究員、簑内収（医学博士）の姓と、ファーゴジトス（Phagozytose=貪食作用）を組み合わせた造語である。
1997年に現在の「株式会社ミノファーゲン製薬」となる。本社は長年東京都港区赤坂8-10-22にあったが、2011年に新宿区西新宿へ移転。

## 商品
- 肝臓疾患・アレルギーの免疫効果が期待されているグリチルリチン酸を配合した「グリチロン」「強力ネオミノファーゲンシー」がある。両製品の発売元は2008年に鳥居薬品からエーザイに移った。2016年からはEAファーマ株式会社に移る。
- 2014年、アドレナリンα2受容体刺激薬「アルドメット」はザイダスファーマからミノファーゲン製薬へ製造販売を承継した。
- 2016年、抗悪性腫瘍剤「タルグレチンカプセル75mg」を発売

## 年間売上
- 強力ネオミノファーゲンシー  44億53百万円/グリチロン錠 13億3百万円（2008年 鳥居薬品ベース）
- 強力ネオミノファーゲンシー/グリチロン錠 53億円　（中国市場のみ）（2013年　エーザイベース）
- 売上高  66.8億円（2013年3月期決算）、57.8億円（2015年3月期決算）

## 事業所
神奈川県座間市に研究所・工場がある。

## 提供スポンサー番組（全て過去）
- 家庭医学（STVラジオ・東北放送・文化放送・東海ラジオ・毎日放送・RKB毎日放送で毎週日曜日早朝放送、2007年3月で放送終了）
- 医学随想（北海道放送で毎週土曜日早朝放送、2006年12月で放送終了）
- アレルギー診察室（ラジオ大阪で毎週日曜日早朝放送）
- アレルギー談話室（九州朝日放送で毎週日曜日早朝放送）
- 医学の焦点（ラジオNIKKEI第1放送毎週月曜日夜放送、BSデジタル放送のBSラジオNIKKEIでも放送）